# Rio delle Gorne

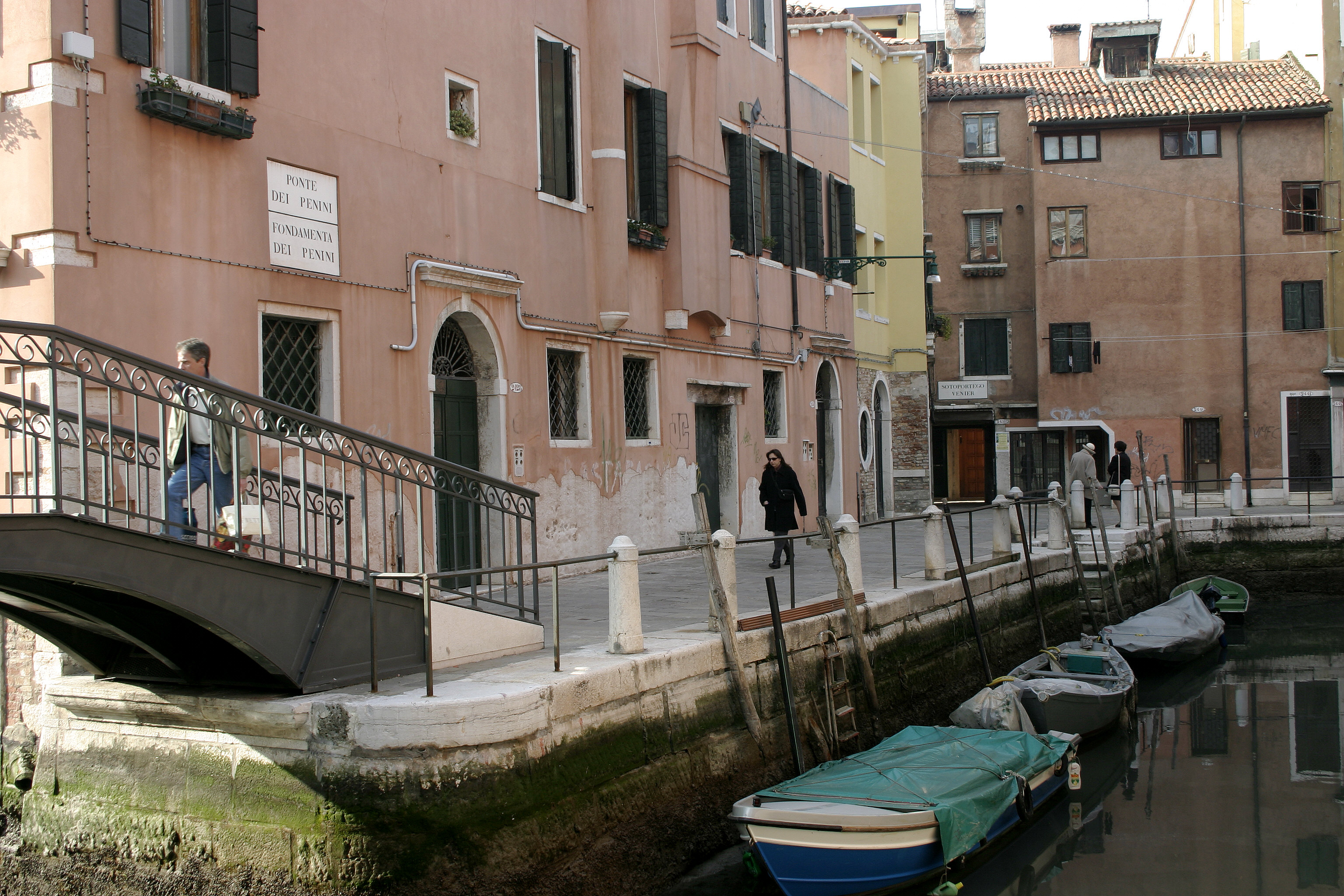
Fondamenta dei Penini

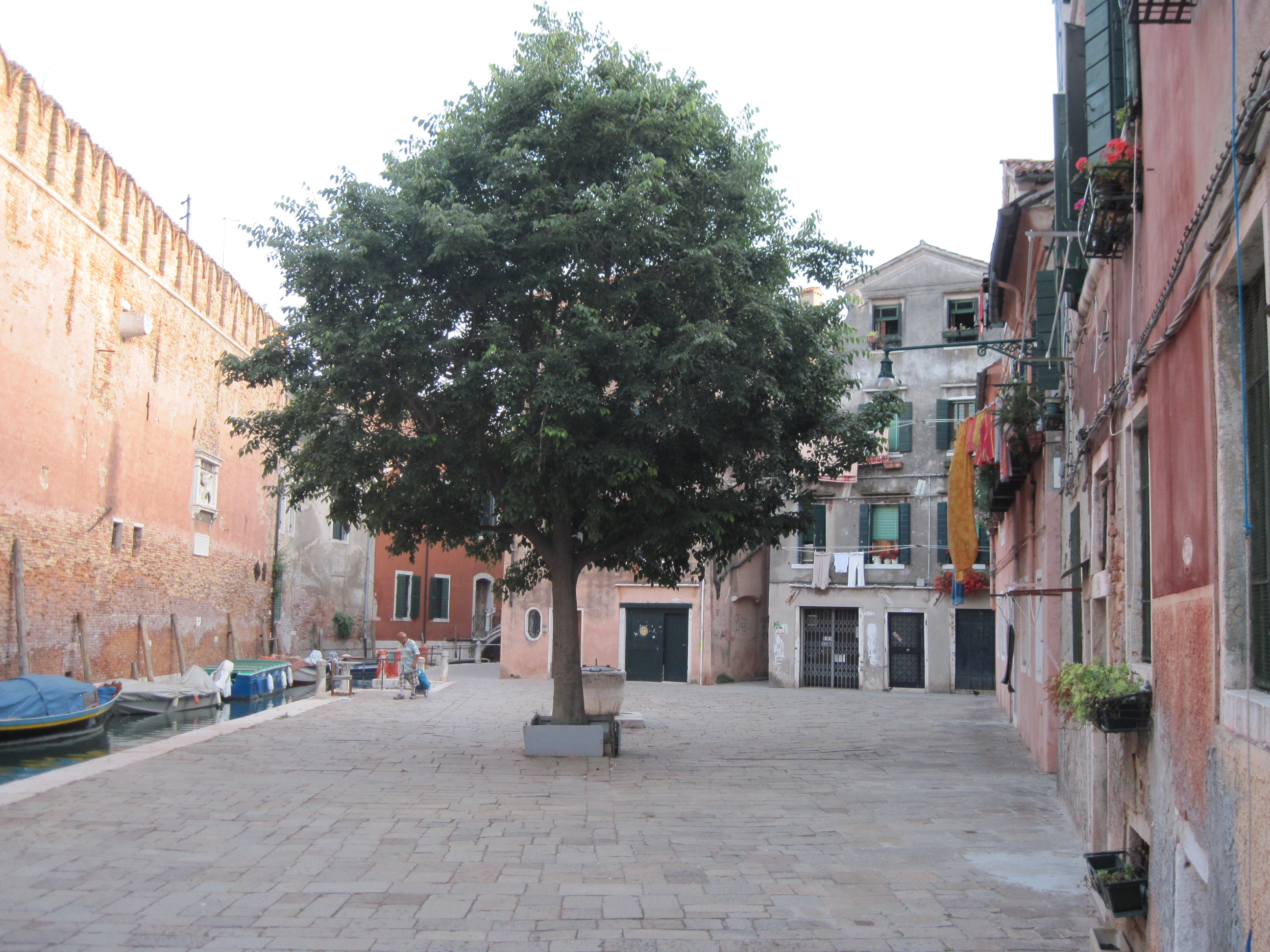
Campo delle Gorne et murailles de l'Arsenal

Le rio delle Gorne (vénitien de le G. ;canal des Gouttières) est un canal de Venise dans le sestiere de Castello. 

## Origine
Les gorne de : grondaja, gouttières (de marbre), enfoncées dans le sol, et qui permettent à l'eau de pluie (de l'Arsenal proche) de s'écouler. 

## Description
Le rio de le Gorne a une longueur d'environ 250 mètres. 
Il relie le rio de la Celestia vers le sud au rio de San Martin et de l'Arsenal.

## Situation
Ce rio longe :
- l'Arsenal de Venise sur son flanc est ;
- les fondamenta de le Gorne et Penini sur son flanc ouest.

Il n'est traversé par aucun pont.